# 阿图罗·弗朗迪西
阿图罗·弗朗迪西·埃尔科利（西班牙語：Arturo Frondizi Ercoli；1908年10月28日—1995年3月18日），是阿根廷总统，执政期间推动国有企业部分私有化，大力发展基础工业，并对外开放吸收外资。

## 生平
1908年，出生于阿根廷科连特斯省帕索-德洛斯利夫雷斯。
1927年，在布宜诺斯艾利斯大学学习法律。
1930年，获得律师资格，后加入激进党。
1945年，成为党内不妥协革新运动的领导人，
1946年，第一次当选联邦众议员。
1948年，第二次当选联邦众议员。
1951年，为激进党副总统候选人。
1954年，为激进党全国委员会主席。
1956年，为激进党总统候选人。
1957年，党内分裂，参与创建不妥协激进公民联盟。
1958年，在獲胡安·庇隆支持下，当选总统。
1962年，被军人政变推翻囚禁。
1963年，获释，任美洲报业协会主席。
1963年，不妥协激进公民联盟分裂，创立统合发展运动联盟，并任主席。
1995年，去世。

## 著作
- 《石油和政治》
- 《阿根廷经济法制》
- 《里约热内卢条约》
- 《阿根廷外交政策》